# Heritiera fomes
Heritiera fomes ist eine Pflanzenart aus der Gattung Heritiera in der Unterfamilie der Sterkuliengewächse (Sterculioideae) innerhalb der Familie der Malvengewächse (Malvaceae). Sie ist eine ausgesprochene Mangrovenpflanze.
Unterschiedliche Trivialnamen sind Sunder, Sundri, Jekanazo und Pinlekanazo. Sie ist der Charakterbaum der Sundarbans von Bangladesch und Indien und stellt etwa 70 % der Bäume in diesem Gebiet. Heritiera fomes ist auch wichtig für die Holzwirtschaft in dieser Region. Sie ist durch Raubbau, Wasserableitungen im Gangesbecken, Veränderungen der Salinität aufgrund von Baumaßnahmen im Flussverlauf und an den Küsten, sowie ein Absterben der Baumkronen, dessen Ursache bisher nicht geklärt ist („Top Dying Disease“), bedroht. Die International Union for Conservation of Nature and Natural Resources hat sie daher auf die Rote Liste gefährdeter Arten gesetzt.

## Beschreibung

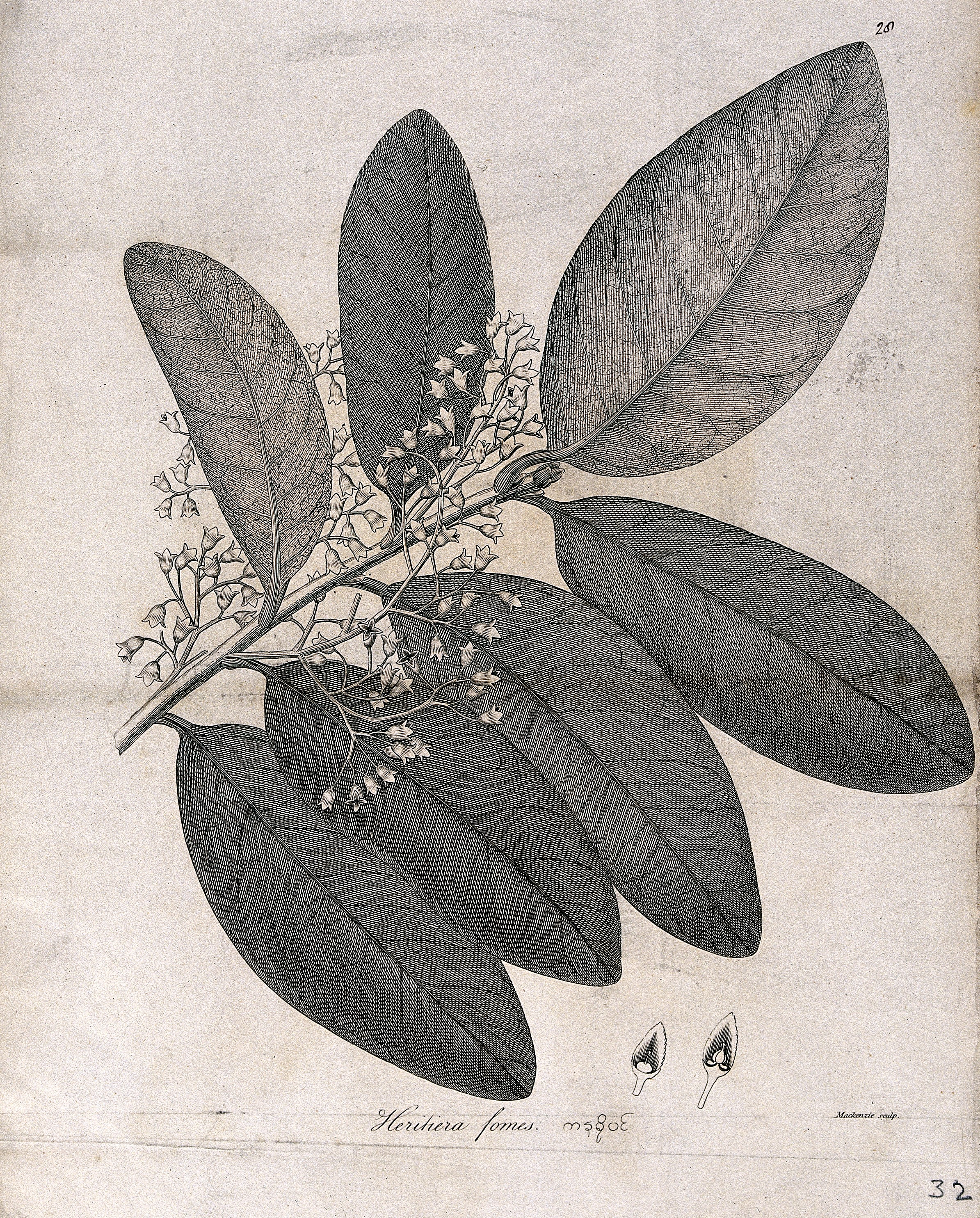
Illustration

### Vegetative Merkmale
Heritiera fomes wächst als mittelgroßer, immergrüner Baum und erreicht Wuchshöhen von 15 bis 25 Metern. Die Wurzeln breiten sich flach aus, sie bilden dünne, teils lange Brettwurzeln aus und senden Pneumatophoren nach oben. Der Stamm entwickelt einen Umfang bis zu 2 Metern, aber die großen Exemplare dieser Stärke sind mittlerweile fast alle abgeholzt. Der Stamm bildet einige große Äste und die Baumkrone ist offen. Die Borke ist gräulich mit vertikalen Rissen.
Die ledrigen, etwas steifen, kurzstieligen und ganzrandigen, einfachen Laubblätter sind eiförmig, -lanzettlich bis elliptisch oder verkehrt-eiförmig, -lanzettlich und stehen oft in Büscheln an den Zweigenden. Sie sind unterseits, abnehmend, kurz und dicht, weißlich, silbrig bis gräulich oder bronzig, schuppig-behaart und oberseits kahl. Der kurze, dickliche Blattstiel ist schuppig und „pseudo-schildförmig“ angeheftet. An der Spitze sind die Blätter abgerundet, rundspitzig oder bespitzt bis spitz. Sie sind etwa 7–18 Zentimeter lang.

### Generative Merkmale
Heritieria fomes ist einhäusig monözisch, mit mehr männlichen Blüten, die weiblichen Blüten sind etwas größer. Die eingeschlechtigen, gestielten Blüten, mit einfacher Blütenhülle, sind in gemischten und rispigen, rostig behaarten Blütenständen angeordnet. Die Blütenstiele besitzen ein „Gelenk“. Die Kronblätter fehlen, die glockenförmig verwachsenen Kelchblätter besitzen 4–6 zurückgelegte, kleine Zipfel. Die innen haarigen und rosa- oder rot-orangefarbenen, außen dicht, hellbräunlich behaarten, grün-gelblichen Blüten haben etwa 5 Millimeter Durchmesser. Die 8–10 Staubblätter sind in einem Androgynophor mit den sehr kleinen, sterilen Ovarien (Pistillode) an der Spitze verwachsen. Die genäherten, freien, sitzenden und kahlen Stempel, mit kurzen, ausgebogenen Griffeln mit länglichen Narben, sind oberständig, mit den kleinen, zweigruppigen Staminodien bzw. Antheroden außen am Grund.
Die Früchte (Samara) sind bis zu 5 cm lang und bis 3,8 cm im Durchmesser. Die holzigen, nicht öffnenden und etwas texturierten, leicht noppligen und walnussähnlichen Früchte besitzen einen mittigen Kamm und einen medianen, kurzen Flügel. Sie reifen zwischen Juni und August und die Samen beginnen bald darauf zu keimen.

## Vorkommen
Heritiera fomes kommt an den Küsten des Indopazifik vor, zwischen der Ostküste von Indien über Bangladesch und Malaysia bis Myanmar und Thailand. Im Vergleich zu anderen Mangrovenarten gedeiht sie in weniger salzigen Gebieten und weniger nassen Standorten, die nur gelegentlich von der Flut überschwemmt werden. Die besten Standorte sind lehmige Böden und ein typisches Vorkommen ist auf den niedrigen Sandbänken, die sich um neu entstandene Schwemmland-Inseln bilden. Als dominante Mangrovenart hat sie mit ihrem einheimischen Namen „Sundri“, den Sundarbans ihren Namen gegeben.

## Taxonomie
Die Erstbeschreibung von Heritiera fomes erfolgte 1800 durch Francis Buchanan-Hamilton in Michael Symes, An Account of an Embassy to the Kingdom of Ava S. 480. Ein Synonym für Heritiera fomes Buch.-Ham. ist Heritiera minor Roxb. und Amygdalus minor Kuntze sowie Fometica punctata Raf.

## Nutzung
Das Holz von Heritiera fomes ist hart, feinkörnig, zäh und elastisch. Das Kernholz ist dunkelrot oder rötlich braun und das Splintholz ist etwas heller rötlich braun. Das Holz wird vielfältig eingesetzt, zum Beispiel für Brücken, Häuser, Boote und für Holzverbindungen, sowie als Griffholz, zur Herstellung von Hartfaserplatten und als Brennholz. Heritiera fomes wird auch kommerziell in Plantagen angebaut.
Die Rinde von Heritiera fomes ist reich an Procyanidin. Durch Ethanol-Extraktion konnten antioxidantische Eigenschaften nachgewiesen werden. Auch antimikrobielle Eigenschaften gegen Kocuria rhizophila, Staphylococcus aureus, Bacillus subtilis und Pseudomonas aeruginosa wurden nachgewiesen. Dabei bestand keine Toxizität bei Tests mit Artemia.

## Status
Die IUCN hat Heritiera fomes als „bedroht“ (endangered) eingestuft. Obwohl sie an vielen Stellen häufig vorkommt, ist ihr Verbreitungsgebiet beschränkt und geht stark zurück durch Rodung der Mangrovengebiete für Bebauung der Küsten, Reisanbau, Shrimp-Zucht und Ölpalmen-Plantagen. Es gibt einige Schutzgebiete in den Sundarbans in Bangladesch, wo jedoch ein Absterben der Baumkronen in größerem Ausmaß beobachtet wird. Hierbei sterben Äste und Teile der Kronen ab, wodurch die Bäume komplett eingehen können. Auch Gallmilben und Pilze vermehren sich stärker in betroffenen Beständen.